# Hohenknoden
Hohenknoden ist ein Gemeindeteil der Stadt Bad Berneck im Fichtelgebirge im Landkreis Bayreuth (Oberfranken, Bayern). Hohenknoden liegt in der Gemarkung Rimlas.

## Geografie
Das Dorf liegt am Knodenbach, einem rechten Zufluss der Ölschnitz. Südlich des Ortes befinden sich die Geotope Sägewerksprofil Hohenknoden und Steinbruch Hohenknoden-Entenhügel. Die Kreisstraße BT 48 führt nach Bad Berneck zur Bundesstraße 303 (2,5 km südlich) bzw. nach Lützenreuth (2,4 km nordöstlich). Die Kreisstraße BT 49 führt an Jägersruh vorbei nach Wasserknoden (1 km nördlich).

## Geschichte
Hohenknoden wurde 1128 erstmals urkundlich erwähnt. Der Ort war damals in Besitz des edelfreien Geschlechts der Walpoten. 1398 gehörten die Anwesen den Herren von Hirschberg und von Wallenrode.
Gegen Ende des 18. Jahrhunderts bestand Hohenknoden aus 7 Anwesen. Die Hochgerichtsbarkeit stand dem bayreuthischen Stadtvogteiamt Berneck zu. Die Dorf- und Gemeindeherrschaft hatte das Stiftskastenamt Himmelkron. Grundherren waren die Hofkanzlei Bayreuth (2 Höfe, 2 Söldengüter, 1 Tropfhaus) und das Stiftskastenamt Himmelkron (1 Mahlmühle, 1 Halbhof).
Von 1797 bis 1810 unterstand Hohenknoden dem Justiz- und Kammeramt Gefrees. Infolge des Ersten Gemeindeedikts wurde Hohenknoden dem 1812 gebildeten Steuerdistrikt Berneck zugewiesen. Zugleich entstand die Ruralgemeinde Hohenknoden. Sie war in Verwaltung und Gerichtsbarkeit dem Landgericht Gefrees zugeordnet und in der Finanzverwaltung dem Rentamt Gefrees. Mit dem Zweiten Gemeindeedikt (1818) wurde sie in die Ruralgemeinde Rimlas eingegliedert. Im Zuge der Gebietsreform in Bayern wurde die Gemeinde Hohenknoden am 1. Januar 1978 in Bad Berneck im Fichtelgebirge eingegliedert.

### Baudenkmäler
- Kilometerstein der ehemaligen Bundesstraße 2, jetzt Kreisstraße BT 48

### Einwohnerentwicklung
| Jahr      | 001818 | 001819 | 001861 | 001871 | 001885 | 001900 | 001925 | 001950 | 001961 | 001970 | 001987 |
| Einwohner | 56     | 52     | 77     | 86     | 116    | 84     | 88     | 117    | 115    | 93     | 65     |
| Häuser    | 6      |        |        |        | 12     | 11     | 12     | 14     | 16     |        | 14     |
| Quelle    | [ 7 ]  | [ 10 ] | [ 11 ] | [ 12 ] | [ 13 ] | [ 14 ] | [ 15 ] | [ 16 ] | [ 17 ] | [ 18 ] | [ 1 ]  |

## Religion
Hohenknoden ist seit der Reformation evangelisch-lutherisch geprägt und bis heute nach (Bad) Berneck gepfarrt.